# 宁要社会主义的草，不要资本主义的苗
宁要社会主义的草，不要资本主义的苗是文革结束后批判的四人帮言论之一。类似的说法还有“宁要社会主义的低产，不要资本主义的高产”、“宁要社会主义的低速度，不要资本主义的高速度”、“宁要社会主义的（火车）晚点，不要资本主义的正点”等。

## 概述
1976年11月23日，《光明日报》发表署名为“教育部大批判组”的文章《毛主席的教育方针岂容篡改——批判张春桥的一个谬论》，指责四人帮“在农业生产上，他们还散布什么‘宁长社会主义的草，不栽资本主义的苗’。” 这是“宁要社会主义的草，不要资本主义的苗”第一次见诸报端。
据傅颐文章《教育部长周荣鑫的最后岁月》，“宁要社会主义的草，不要资本主义的苗”是1975年11月8日晚张春桥与时任教育部长周荣鑫谈话时说的，原话是“我宁可要一个没有文化的无产阶级，我也不要一个有文化的资产阶级。我宁可要社会主义的草，也不要资本主义的苗！”